# Damjan Pavlovic
Damjan Pavlovic (Servisch: Дамјан Павловић) (Luik, 9 juli 2001) is een Servisch-Belgisch voetballer.

## Clubcarrière
Pavlovic genoot een groot deel van zijn jeugdopleiding bij Standard Luik. Op 20 september 2020 maakte hij zijn officiële debuut in het eerste elftal van Standard: op de zesde competitiespeeldag kreeg hij van trainer Philippe Montanier een basisplaats tegen KV Kortrijk (2-1-winst).

## Clubstatistieken
| Seizoen         | Club            | Land            | Competitie         | Competitie | Competitie | Beker | Beker | Supercup | Supercup | Europees | Europees | Totaal | Totaal |
| Seizoen         | Club            | Land            | Competitie         | Wed.       | Dlp.       | Wed.  | Dlp.  | Wed.     | Dlp.     | Wed.     | Dlp.     | Wed.   | Dlp.   |
| --------------- | --------------- | --------------- | ------------------ | ---------- | ---------- | ----- | ----- | -------- | -------- | -------- | -------- | ------ | ------ |
| 2020/21         | Standard Luik   | Vlag van België | Jupiler Pro League | 9          | 0          | 4     | 0     | —        | —        | 0        | 0        | 13     | 0      |
| 2021/22         | Standard Luik   | Vlag van België | Jupiler Pro League | 19         | 0          | 2     | 0     | —        | —        | —        | —        | 21     | 0      |
| 2022/23         | Standard Luik   | Vlag van België | Jupiler Pro League | 1          | 0          | 0     | 0     | —        | —        | —        | —        | 1      | 0      |
| Carrière totaal | Carrière totaal | Carrière totaal | Carrière totaal    | 29         | 0          | 6     | 0     | 0        | 0        | 0        | 0        | 35     | 0      |

Bijgewerkt op 2 september 2022.

## Interlandcarrière
Pavlovic debuteerde in 2015 als Belgisch jeugdinternational. Later maakte hij de overstap naar de Servische jeugdelftallen. Op 12 november 2021 debuteerde hij voor de Servische beloften tijdens een EK-kwalificatiewedstrijd tegen de Faeröer (0-0-gelijkspel).